# 全新世紀年
全新世紀年（英語：Holocene Era），也称人类历或人類紀年（英語：Holocene calendar或Human Era），简称人元（HE），与公元掛鉤，是一种由現时采用的公曆即是格里曆（1582年的儒略曆前身）改良而來的紀年方法，它引入0年，并在公曆年數上多加10000。这项曆法改革是由學者塞萨尔·埃米利安尼在1993年提出的。
例如公元2025年7月3日20:07，在全新世紀年法中則是人元12025年7月3日20:07。人类历因为包括了0年，从而避免了格里历里新世纪开始年份的划定不一，也保证了每个世纪均有100个年份。人类历10000年即对应公元前1年。

## 來源
將現在之公元紀年直接加上10000除了方便以外，還有一個主要的原因：之所以稱為全新世紀年，或人類紀年，是因為：
- 人元0年前後是最後一次冰河期結束。
- 在此時世界從舊石器時代進入新石器時代。
- 此外，世界截至目前發現最早的大型文明建築群哥贝克力石阵大約建於人元300多年。

## 优点
- 由于人元紀年包含了0年，使得紀年和数轴完全一致，可以保证每个世纪均有100年，而西元有争议的记法，要么导致1世纪只有99年，要么导致2001年才是千禧年。
- 中国历史有相当长时段，例如夏商周秦汉朝代发生在西元前的事件，在西元记法中，所有人物的生平和事件，年份的绝对值是从大至小的，而西元后的年份绝对值又从小至大，会形成一定感知上的混乱。[註 1]
- 現行公曆公元前的閏年算法需要將年份數減去1，再「除以4」，公元前的閏年出現在公元0、前4、8、12，公元前1、5、9、13 .. 為平年，而人元紀年則無須进行這樣的预处理。
- 人元紀年將紀年起點推送到人類已散布在當時的各個大陸上的时间点上，使得描述人類自誕生以來的歷史無需使用公元前的负数数轴，时间点更加容易对比。
- 現時所採年的公曆以耶穌基督降生紀年，而全新世紀年曆則沒有明確的宗教立場，對不同或沒有宗教的人公平。
- 人类纪年兼顾了目前全世界最常用的西元纪年，比其他元年各不相同的区域性历法更容易得到推广和接受。

## 人類學家研究轉換
人類全新世紀年法本列表列出以公元年份為紀年曆只是現時的公曆加上+10000年，并允許出現包括公元0年。以下本列表列出舉例並不同西元前後纪年法人元纪年法的转换例子。
| 公元格里曆（儒略曆之前身） | 人元（人类历） | 历史事件                                                             |
| -------------------------- | -------------- | -------------------------------------------------------------------- |
| 10001 BC                   | 0 HE           | 末次冰期大致结束，地球进入间冰期，中石器时代开始                     |
| 10000 BC                   | 1 HE           | 全新世開始                                                           |
| c. 5500 BC                 | c.4501 HE      | 蘇美文明開始                                                         |
| 3761 BC                    | 6240 HE        | 希伯來曆中的世界紀元開始                                             |
| 3149 BC                    | 6852 HE        | 古埃及第一王朝建立                                                   |
| 3102 BC                    | 6899 HE        | 印度教中的最後一個宇迦爭鬥時開始                                     |
| 2997 BC                    | 7004 HE        | 干支開始                                                             |
| 2698 BC                    | 7303 HE        | 黄帝纪元開始                                                         |
| 2070 BC                    | 7931 HE        | 禹传位启，夏朝建立                                                   |
| 1046 BC                    | 8955 HE        | 牧野之战，周朝建立                                                   |
| 508 BC                     | 9493 HE        | 罗马共和国建立                                                       |
| 221 BC                     | 9780 HE        | 秦朝建立                                                             |
| 202 BC                     | 9799 HE        | 汉朝建立                                                             |
| 45 BC                      | 9956 HE        | 儒略曆開始使用                                                       |
| 1 BC                       | 10000 HE       | ISO 8601的零年                                                       |
| AD 1                       | 10001 HE       | 公曆開始                                                             |
| AD 618                     | 10618 HE       | 唐朝建立                                                             |
| AD 622                     | 10622 HE       | 伊斯蘭先知穆罕默德帶領信眾離開麥加，伊斯蘭曆元年                     |
| AD 1582                    | 11582 HE       | 格里曆開始使用                                                       |
| AD 1945                    | 11945 HE       | 第二次世界大战结束                                                   |
| AD 1950                    | 11950 HE       | 「距今」BP年代標記法開始，以西元1950年為所有放射性碳定年法的基準年代 |
| AD 1993                    | 11993 HE       | 全新世紀年建立                                                       |
| AD 2025                    | 12025 HE       | 今年                                                                 |
| AD 2026                    | 12026 HE       | 明年                                                                 |

## 通项公式
| n BC 其中n為正整數且n≥10001   | {\displaystyle (10001-n)} HE 或 {\displaystyle (n-10001)} BHE |
| n BC 其中n為正整數且10001≥n≥1 | {\displaystyle (10001-n)} HE                                  |
| AD n 其中n為正整數            | {\displaystyle (n+10000)} HE                                  |